# Seeta Aur Geeta
Seeta Aur Geeta (Hindi: सीता और गीता, Sītā aur Gītā; übersetzt: Sita und Gita) ist ein Hindi-Film von Ramesh Sippy aus dem Jahr 1972 mit Hema Malini in einer Doppelrolle.

## Handlung
Das reiche Ehepaar findet in einem einfachen Haus notdürftig Unterschlupf, denn dort gebärt eine Frau ein Kind, noch bevor der Arzt eintrifft. Anschließend reist die junge Familie weiter nichts ahnend, dass die Frau des Hauses eines der Kinder behalten hat. Da Zwillinge zur Welt kamen haben die kinderlosen Gastgeber eines der Mädchen bei sich untergebracht.
Jahre später: Die Zwillinge Geeta, die Zigeuner-Tänzerin des Akrobaten Raka, und Seeta, die nach dem Tod ihrer Eltern bei ihrer bösen Tante Kaushalya lebt und von ihr wie eine Sklavin behandelt wird, wissen noch immer nichts voneinander.
Aufgrund der Schikane in Seetas unglücklichem Leben, will sie Selbstmord begehen, doch bevor noch etwas passieren konnte, wird sie gehindert und zu Raka gebracht, da man sie für Geeta hält. Zuvor ist Geeta nämlich aus dem Haus geflohen und landet in den Armen des Millionärs Ravi, der Seeta versprochen war. Da Ravi sie für Seeta hält, nimmt er Geeta zu den Verwandten, wo Geeta ihrer Tante Kaushalya gleich eine Lektion erteilt.
Ravi verliebt sich in Geeta, währenddessen sich Raka in Seeta verliebt, obwohl beide merken, dass ihre Geliebten sich plötzlich ganz anders verhalten.
Die Wahrheit kommt ans Licht als Seetas Onkel die wahre Seeta auf dem Marktplatz sieht und ihr hinterherläuft. Letztendlich kommt es zu einem glücklichen Ende: Die Liebenden heiraten und in der Familie herrscht Frieden.

## Musik
| Songtitel                          | Sänger/in                      |
| ---------------------------------- | ------------------------------ |
| Zindagi Hai Khel Koi Pass Koi Fail | Manna Dey, Asha Bhosle         |
| Abhi Toh Haath Mein Jaam Hai       | Manna Dey                      |
| O Saathi Chal                      | Kishore Kumar, Asha Bhosle     |
| Koi Ladka Koi Ladki                | Kishore Kumar, Lata Mangeshkar |
| Haan Ji Haan Maine Sharaab Pi Hai  | Lata Mangeshkar                |

## Auszeichnungen
Filmfare Award 1973
- Filmfare Award/Beste Hauptdarstellerin an Hema Malini
- Filmfare Award/Beste Kamera an K. Vaikunth